# Жигдзавын Дорджидагба
Жигдзавын Дорджидагба (монг. Жигзавын Дорждагва; 1904, Сайхан-Овоо (Дундговь) — 23 июля 1991) — монгольский актёр, певец, педагог. Заслуженный артист МНР (1945), Народный артист Монголии.

## Биография
Его отец был хорошим певцом, играл на флейте и скрипке. Воспитывался с 1912 года в буддийском монастыре реки Онг, с 1927 года — в монастыре Гандантэгченлин. В 19 лет приехал в столицу. 
Работал на фабрике печати.
Учился у известного музыкального педагога М. Д. Берлин-Печниковой.
В 1932—1953 годах в течение 40 лет — артист Монгольского музыкально-драматического театра. В 1935 году активно участвовал в издании «Сборника монгольских песен». В репертуаре певца было более 200 песен.
Исполнение Дорджидагба лирично и эмоционально, певец обладал виртуозной техникой, сильным голосом красивого тембра.
С 1953 года занимался педагогической деятельностью (преподаватель пения и хормейстер). Преподавал в музыкальной школе, более 50 лет своей жизни посвятил искусству пения. 
Выступал с концертами, как исполнитель монгольских народных песен.

## Избранные роли в музыкальных спектаклях
- Певец («Среди печальных гор» Нацагдоржа, «Княгиня Долгор и арань Дамдин») и др.